# The Girl Detective (film, 1916)
Pour les articles homonymes, voir The Girl Detective.
Pour plus de détails, voir Fiche technique et Distribution.

The Girl Detective est un film muet américain réalisé par Burton L. King, sorti en 1916.
En 1915, la Kalem Company avait produit un serial en 18 épisodes portant le même titre, réalisé par James W. Horne, dans lequel le rôle de la détective était interprété selon les épisodes par trois actrices différentes : Ruth Roland (Ruth), Cleo Ridgely (Jean) et Marin Sais (Bertha).

## Fiche technique
- Titre : The Girl Detective
- Réalisation : Burton L. King
- Scénario :
- Photographie :
- Producteur : William Selig
- Société de production : Selig Polyscope Company
- Sociétés de distribution : General Film Company
- Pays d'origine :  États-Unis
- Langue : film muet avec les intertitres en anglais américain
- Métrage : 300 m (1 bobine)
- Format : Noir et blanc — 35 mm — 1,33:1 — Muet
- Genre : Film dramatique
- Durée : 10 minutes
- Dates de sortie : 
  - États-Unis : 18 novembre 1916

## Distribution
- Robyn Adair : Norman Kirkland
- Virginia Kirtley : Rhoda Davis, la détective
- Leo D. Maloney : Otto Taylor
- Ed Brady : Robert Blake
- Eugenie Forde : Mae Sayler